# Grad Zbelovo
Grad Zbelovo (nemško Plankenstein) se je nahajal na strmem hribu na Zbelovski gori nad reko Dravinjo in naseljem Zbelovo, jugozahodno od Poljčan. Od njega so ostale neznatne ruševine.  

## Zgodovina
Grad je prvič izrecno omenjen šele leta 1428 kot »Plankenstein vest«, vendar so ga pozidali že konec 12. stoletja deželnoknežji ministeriali vitezi Konjiški (Grad in po njem imenovane viteze ne gre zamenjevati z gradom istega imena v Gornji Avstriji). Okoli leta 1202 je grad in gospostvo podedoval sorodnik Konjiških, vitez Albert Rogaški, leta 1296 pa njihov sorodnik vitez Oton Liechtensteinski. Leta 1312 so ga Liechtensteinski dali v najem Viltuškim gospodom, nato leta 1393 Ulriku der Putz, kasneje pa Viljemu Safnerju. Okoli leta 1420 je Rudolf Liechtensteinski Zbelovo prodal Viljemu in Janezu Metzu, leta 1439 pa so v vojni s Habsburžani grad zasedli Celjski grofje oziroma njihov vojskovodja Jan Vitovec, tudi zato, ker je bil znotraj njihove strnjene posesti med Konjicami, Poljčanami in Lembergom.
Grad je bil sedež zbelovskih vitezov, grajskih upravnikov, sprva ministerialov Konjiških gospodov, nato pa aktualnih lastnikov gradu. Leta 1202 se omenja vitez Walter de Wlancistaine, leta 1206 pa Ortolf de Blanchenstein. Sinovi slednjega so bili Rudolf, Henrik, Gotskald in Ortolf II. Kasneje Zbelovske viteze srečujemo med dobrotniki samostana Studenice. Ko so posest prevzeli Celjski so se Zbelovski vitezi formalno opredelili kot vazali Celjskih ter kmalu zatem izumrli. Celjski so na gradu namestili svojega viteza Ulrika Grassla kot upravnika. Po smrti Ulrika kneza Celjskega leta 1456 je Zbelovo postalo deželnoknežja last. 
Kot deželnoknežji grad in gospoščino so zatem upravljali številni oskrbniki in zastavni najemniki. Oskrbnik je ostal Ulrik Grassl, ki ga je leta 1460 nasledil njegov sin Anton. Leta 1478 postane upravnik gradu, urbarja in deželnega sodišča celjski meščan Gilg Prandtner pod nadzorom celjskega mestnega glavarja Andreja Hohenwarterja in lovskega mojstra Wenka Lustala. Leta 1489 postane upravnik Zbelovega skupaj z dvorom Lemberg Pongrac Puchsteiner, leta 1493 Sebastian Mindorfer, 1500 Viljem Kalmanič, še istega leta Franc Prager, in 1509 postane zastavni najemnik Janez Svetkovič (Swetkowitz).
Leta 1515 so grad zasedli uporni kmetje in ga precej poškodovali. Cesar Maksimilijan I. je dal grad z dvoroma v Lembergu in Šmarjah v upravljanje Janezu Presingerju, kraljevemu lovskemu in gozdarskemu mojstru na Kranjskem, Koroškem in Gorici, ki ga je upravljal po oskrbnikih. Leta 1528 je bil oskrbnik vitez Jurij Lindeški (Georg von Lindegg). Upravnika Janeza Presingerja je leta 1529 nasledil njegov sin Baltazar, ki je leta 1557 že imenovan kot baron in je bil deželni glavar v Gornji Avstriji. Temu je 1564 sledila njegova sestra  Gertruda Presinger.  Že Janez Presinger je zapustil za bivanje neprimeren grad in na severnem vznožju hriba ob Dravinji zgradil nov gradič, ki pa je bil samo administrativna zgradba, ki je vidna na Vischerjevi upodobitvi. Leta 1580 je nadvojvoda Karel II. grad in gospoščino prodal baronu Joštu Janezu Thurnu. V lasti tega plemiškega rodu, ki je bil povzdignjen v grofovski stan, je grad in gospoščina ostal do 1870. Turni so grad že konec 16. stoletja opustili saj je bil opuščen in brez pohištva že leta 1586, in ga prepustili v ruševine. Povsem razvaljen je bil, sodeč po Vischerjevem bakrorezu, že v 2. polovici 17. stoletja.
Po urbarju iz leta 1524 je gospostvo imelo tri urade: Zbelovo, Lemberg-Nova vas in Pohorje ter številne gornine (vinske dajatve) od vinogradov v Poljčanah, Lembergu in Lipoglavu. 1870 je grof Gustav Thurn prodal gospostvo meščanu Konjic Janezu Wallandu.
Grad je imel pomembno strateško vlogo pri varovanju ceste iz Savinjske doline v Podravje, v ožini doline pod njem je bila mitnica. Na gradu je bil sedež deželnega in krajevnega sodišča gospoščine še pred letom 1524 vse do sredi leta 1849.